# Leucochroma
Leucochroma là một chi bướm đêm thuộc họ Crambidae.

## Các loài
- Leucochroma colombiensis Hampson, 1912
- Leucochroma corope (Stoll in Cramer & Stoll, 1781)
- Leucochroma formosalis Amsel, 1956
- Leucochroma hololeuca (Hampson, 1912)
- Leucochroma jamaicensis Hampson, 1912
- Leucochroma neutralis